# Exo Planet 4 – The EℓyXiOn
EXO PLANET #4 – The EℓyXiOn là chuyến lưu diễn thứ tư của nhóm nhạc nam Hàn - Trung EXO. Chuyến lưu diễn chính thức được công bố vào ngày 19 tháng 10 năm 2017 và bắt đầu tại Gocheok Sky Dome,  Seoul vào ngày 24 tháng 11 năm 2017. 
Lập kỷ lục bán hết vé nhanh nhất cho 3 ngày đầu tiên trong vòng 0,4 giây (72.000 vé) đánh bại kỷ lục trước đó của chính họ, với 1 phút 30 giây (67.040 vé) trong chuyến lưu diễn thứ hai của họ EXO PLANET #2 – The EXO'luxion tại Nhà thi đấu Thể dục dụng cụ Olympic.
EXO đã công bố encore của tour diễn The EℓyXiOn [dot] sẽ diễn ra ở hai quốc gia: Seoul Hàn Quốc vào ngày 13,14 và 15 tháng 7 năm 2018 và Ma Cao Trung Quốc vào ngày 10 và 11 tháng  năm 2018.

## Lịch sử

### Hàn Quốc
Thông báo về chuyến lưu diễn chính thức được công bố bởi SM Entertainment vào tháng 10 năm 2017, với ba buổi biểu diễn vào ngày 24-26 tháng 11 năm 2017 tại Gocheok Sky Dome.
- Đã có thông báo rằng máy chủ của Yes24, một trong những đối tác bán vé chính thức, đã rơi vào tình trạng tắt nghẽn vì số lượng truy cập bị quá tải.
- Lập kỷ lục bán hết vé nhanh nhất cho 3 ngày đầu tiên trong vòng 2 phút (66.000 vé) đánh bại kỷ lục trước đó của chính họ, với 4 phút  (67.040 vé) trong chuyến lưu diễn thứ hai của họ EXO PLANET #2 – The EXO'luXion tại Nhà thi đấu Thể dục dụng cụ Olympic[2]
- Ngoài việc là nghệ sĩ đầu tiên biểu diễn tại Gocheok Sky Dome vào ngày 10 tháng 10 năm 2015, EXO còn là nghệ sĩ đầu tiên biểu diễn với 3 ngày liên tiếp, được ghi nhận có sự tham dự cao nhất kể từ khi Gocheok Sky Dome mở cửa.[4][5]

## Danh sách tiết mục
Opening VCR
- Intro.
- The Eve (Remix)
- Forever (+ Kai Dance Break)
- Ko Ko Bop
- Growl (Remix)
- Xiumin & Baekhyun Solo Stage (Battle Scene)

VCR #2
- I See You (Kai Solo Stage)

VCR #3
- Call Me Baby (Remix)
- Touch It (+ Kai Dance Break)
- Chill
- For Life (English ver.) (Chanyeol & D.O.)
- Sweet Lies

Ment
- Boomerang
- Lotto
- Ka-CHING! (Korean Ver.)
- Sing for You (Jazz ver.)
- Playboy (Suho solo stage)

VCR #4
- Hands (Chanyeol Solo Stage)

VCR #5
- Cloud 9
- What U Do
- Lucky One
- Tender Love

Ment
- Walk On Memories
- Heaven (Chen solo stage)

VCR #6
- GO (Sehun Solo Stage)
- Diamond
- Coming Over (Korean Ver.)
- Run This (Korean Ver.)
- Drop That (Korean Ver.)
- Power (Remix)

Instrumental Song (Random) 
- Monster
- Don't Go

Ending Ment
- Into Your World

Opening VCR
- Intro
- The Eve (Remix)
- Forever (+ Kai Dance Break)
- Ko Ko Bop
- Growl (Remix)
- Xiumin & Baekhyun Solo Stage (Battle Scene)

VCR #2
- I See You (Kai Solo Stage)

VCR #3
- Call Me Baby (Remix)
- Touch It (+ Kai Dance Break)
- Chill
- For Life (English ver.) (Chanyeol & D.O.)
- Sweet Lies

Ment
- Boomerang
- Lotto
- Ka-CHING! (Japanese ver.)
- Sing for You (Jazz ver.)
- Playboy (Suho solo stage) (Minus D1 in Fukuoka)

VCR #4
- Hands (Chanyeol Solo Stage)

VCR #5
- Cloud 9
- What U Do
- Lucky One
- Tender Love

Ment
- Cosmic Railway (in Saitama and Osaka)
- Walk On Memories
- Heaven (Chen solo stage)

VCR #6
- GO (Sehun Solo Stage)
- Diamond / Electric Kiss (in Saitama and Osaka)
- Coming Over (Japanese ver.)
- Run This (Japanese ver.)
- Drop That (Japanese ver.)
- Power (Remix)

Instrumental Song (Sing For You) 
- Monster
- Don't Go
- The First Snow (Only D3 in Fukuoka)

Ending Ment
- Into Your World

Opening VCR
- Intro
- The Eve (Remix)
- Forever
- Ko Ko Bop
- Growl (Remix)
- Xiumin & Baekhyun Solo Stage (Battle Scene)

VCR #2
- I See You (Kai Solo Stage)

VCR #3
- Call Me Baby (Remix)
- Touch It (+ Kai Dance Break)
- Chill
- For Life (English ver.) (Chanyeol & D.O.)
- Sweet Lies

Ment
- Boomerang
- Lotto
- Ka-CHING! (Korean Ver.)
- Sing for You (Jazz ver.)
- Playboy (Suho solo stage)

VCR #4
- Hands (Chanyeol Solo Stage)

VCR #5
- Cloud 9
- What U Do
- Lucky One
- Tender Love

Ment
- Walk On Memories
- Heaven (Chen solo stage)

VCR #6
- GO (Sehun Solo Stage)
- Diamond
- Coming Over (Korean Ver.)
- Run This (Korean Ver.)
- Drop That (Korean Ver.)
- Power (Remix)

Instrumental Song (Sing For You) 
- Don't Go

Ending Ment
- Into Your World

Opening VCR
- Intro
- The Eve (Remix)
- Forever (+ Kai Dance Break)
- Ko Ko Bop
- Growl (Remix)
- Xiumin & Baekhyun Solo Stage (Battle Scene)

VCR #2
- I See You (Kai Solo Stage)

VCR #3
- Call Me Baby (Remix)
- Touch It (+ Kai Dance Break)
- Chill
- For Life (English ver.) (Chanyeol & D.O.)
- Sweet Lies

Ment
- Boomerang
- Lotto
- Ka-CHING! (Korean Ver.)
- Sing for You (Jazz ver.)
- Playboy (Suho solo stage)

VCR #4
- Hands (Chanyeol Solo Stage)

VCR #5
- Cloud 9
- What U Do
- Tender Love

Ment
- Walk On Memories
- Heaven (Chen solo stage)

VCR #6
- GO (Sehun Solo Stage)
- Diamond
- Coming Over (Korean Ver.)
- Run This (Korean Ver.)
- Drop That (Korean Ver.)
- Power (Remix)

Instrumental Song (For Life) 
- Don't Go

Ending Ment
- Into Your World

Opening VCR
- Intro
- The Eve (Remix)
- Forever
- Ko Ko Bop
- Growl (Remix)
- Xiumin & Baekhyun solo stage (Battle Scene)

VCR #2
- I See You (Kai solo stage)

VCR #3
- Call Me Baby (Remix)
- Touch It (+ Kai Dance Break)
- Chill
- For Life (English ver.) (Chanyeol & D.O.)
- Sweet Lies

Ment
- Boomerang
- Lotto
- Ka-CHING! (Korean ver.)
- Sing For You (Jazz ver.)
- Playboy (Suho solo stage)

VCR #4
- Hands (Chanyeol solo stage)

VCR #5
- Cloud 9
- What U Do
- Lucky One
- Tender Love

Ment
- Walk On Memories
- Heaven (Chen solo stage)

VCR #6
- GO (Sehun solo stage)
- Diamond
- Coming Over (Korean ver.)
- Run This (Korean ver.)
- Drop That (Korean Ver.)
- Power (Remix)

Instrumental Song (For Life)
- Don't Go

Ending Ment
- Into Your World

Opening VCR
- Intro
- The Eve (Remix)
- Forever
- Ko Ko Bop
- Growl (Remix)
- Xiumin & Baekhyun solo stage (Battle Scene)

VCR #2
- I See You (Kai solo stage)

VCR #3
- Call Me Baby (Remix)
- Touch It (+ Kai Dance Break)
- Chill
- For Life (English ver.) (Chanyeol & D.O.)
- Sweet Lies

Ment
- Boomerang
- Lotto
- Ka-CHING! (Korean ver.)
- Sing For You (Jazz ver.)
- Playboy (Suho solo stage)

VCR #4
- Hands (Chanyeol solo stage)

VCR #5
- Cloud 9
- What U Do
- Lucky One
- Tender Love

Ment
- Walk On Memories
- Heaven (Chen solo stage)

VCR #6
- GO (Sehun solo stage)
- Diamond
- Coming Over (Korean ver.)
- Run This (Korean ver.)
- Drop That (Korean Ver.)
- Power (Remix)

Instrumental Song (For Life)
- Don't Go

Ending Ment
- Into Your World

Opening VCR
- Intro
- The Eve (Remix)
- Forever
- Ko Ko Bop
- Growl (Remix)
- Xiumin & Baekhyun solo stage (Battle Scene)

VCR #2
- I See You (Kai solo stage)

VCR #3
- Call Me Baby (Remix)
- Touch It (+ Kai Dance Break)
- Chill
- For Life (English ver.) (Chanyeol & D.O.)
- Sweet Lies

Ment
- Boomerang
- Lotto
- Ka-CHING! (Korean ver.)
- Sing For You (Jazz ver.)
- Playboy (Suho solo stage)

VCR #4
- Hands (Chanyeol solo stage)

VCR #5
- Cloud 9
- What U Do
- Tender Love

Ment
- Walk On Memories
- Heaven (Chen solo stage)

VCR #6
- GO (Sehun solo stage)
- Diamond
- Coming Over (Korean ver.)
- Run This (Korean ver.)
- Drop That (Korean Ver.)
- Power (Remix)

Instrumental Song (For Life)
- Don't Go

Ending Ment
- Into Your World

Opening VCR
- Intro
- The Eve (Remix)
- Forever
- Ko Ko Bop
- Growl (Remix)
- Xiumin & Baekhyun solo stage (Battle Scene)

VCR #2
- I See You (Kai solo stage)

VCR #3
- Call Me Baby (Remix)
- Touch It (+ Kai Dance Break)
- Chill
- For Life (English ver.) (Chanyeol & D.O.)
- Sweet Lies

Ment
- Boomerang
- Lotto
- Ka-CHING! (Korean ver.)
- Sing For You (Jazz ver.)
- Playboy (Suho solo stage)

VCR #4
- Hands (Chanyeol solo stage)

VCR #5
- Cloud 9
- What U Do
- Tender Love

Ment
- Walk On Memories
- Heaven (Chen solo stage)

VCR #6
- GO (Sehun solo stage)
- Diamond
- Coming Over (Korean ver.)
- Run This (Korean ver.)
- Drop That (Korean Ver.)
- Power (Remix)

Instrumental Song (For Life)
- Don't Go

Ending Ment
- Into Your World

Opening VCR
- Intro.
- The Eve (Remix)
- Forever (+ Kai Dance Break)
- Ko Ko Bop
- Growl (Remix)
- JMT (Sehun Solo Stage)

VCR #2
- I See You (Kai Solo Stage)

VCR #3
- Call Me Baby (Remix)
- Touch It (+ Kai Dance Break)
- Chill
- For Life (English ver.) (Chanyeol & D.O.)
- Going Crazy
- Sweet Lies

Ment
- Boomerang
- Lotto
- Ka-CHING! (Korean ver.)
- Sing for You (Jazz ver.)
- Playboy (Suho Solo Stage)

VCR #4
- Psycho (Baekhyun Solo Stage)

VCR #5
- Heaven
- What U Do
- Lucky One
- Tender Love
- 3.6.5

Ment
- Walk On Memories
- Moonlight (Suho,Baekhyun,Chen,D.O.)

VCR #6
- We Young (Chanyeol & Sehun)
- Electric Kiss
- Coming Over (Korean ver.)
- Run This (Korean ver.)
- Drop That (Korean ver.)
- Power (Remix)

Instrumental Song (Random) + Bloopers VCR 
- Beyond (Xiumin Solo Stage)
- Years (Chen Solo Stage)
- Lucky
- Run

Ending Ment
- Universe

Opening VCR
- Intro.
- The Eve (Remix)
- Forever (+ Kai Dance Break)
- Ko Ko Bop
- Growl (Remix)
- JMT (Sehun Solo Stage)

VCR #2
- I See You (Kai Solo Stage)

VCR #3
- Call Me Baby (Remix)
- Touch It (+ Kai Dance Break)
- Chill
- For Life (English ver.) (Chanyeol & D.O.)
- Going Crazy
- Sweet Lies

Ment
- Boomerang
- Lotto
- Ka-CHING! (Korean ver.)
- Sing for You (Jazz ver.)
- Playboy (Suho Solo Stage)

VCR #4
- Psycho (Baekhyun Solo Stage)

VCR #5
- Heaven
- Tender Love
- 3.6.5

Ment
- Walk On Memories
- Moonlight (Suho,Baekhyun,Chen,D.O.)

VCR #6
- We Young (Chanyeol & Sehun)
- Coming Over (Korean ver.)
- Run This (Korean ver.)
- Drop That (Korean ver.)
- Power (Remix)

Instrumental Song (Random) + Bloopers VCR 
- Beyond (Xiumin Solo Stage)
- Years (Chen Solo Stage)
- Lucky
- Run

Ending Ment
- Universe

## Danh sách buổi diễn
| Ngày                 | Thành phố    | Quốc gia    | Địa điểm tổ chức                 | Lượng khán giả |
| Châu Á               | Châu Á       | Châu Á      | Châu Á                           | Châu Á         |
| -------------------- | ------------ | ----------- | -------------------------------- | -------------- |
| 24 tháng 11 năm 2017 | Seoul        | Hàn Quốc    | Gocheok Sky Dome                 | 90.000 (100%)  |
| 25 tháng 11 năm 2017 | Seoul        | Hàn Quốc    | Gocheok Sky Dome                 | 90.000 (100%)  |
| 26 tháng 11 năm 2017 | Seoul        | Hàn Quốc    | Gocheok Sky Dome                 | 90.000 (100%)  |
| 22 tháng 12 năm 2017 | Fukuoka      | Nhật Bản    | Trung tâm Hội nghị Fukuoka       | 30.000 (100%)  |
| 23 tháng 12 năm 2017 | Fukuoka      | Nhật Bản    | Trung tâm Hội nghị Fukuoka       | 30.000 (100%)  |
| 24 tháng 12 năm 2017 | Fukuoka      | Nhật Bản    | Trung tâm Hội nghị Fukuoka       | 30.000 (100%)  |
| 27 tháng 1 năm 2018  | Saitama      | Nhật Bản    | Saitama Super Arena              | 60.000 (100%)  |
| 28 tháng 1 năm 2018  | Saitama      | Nhật Bản    | Saitama Super Arena              | 60.000 (100%)  |
| 10 tháng 2 năm 2018  | Đài Bắc      | Đài Loan    | Nhà thi đấu Đài Bắc              | 22.000 (100%)  |
| 11 tháng 2 năm 2018  | Đài Bắc      | Đài Loan    | Nhà thi đấu Đài Bắc              | 22.000 (100%)  |
| 23 tháng 2 năm 2018  | Osaka        | Nhật Bản    | Kyocera Dome                     | 80.000         |
| 24 tháng 2 năm 2018  | Osaka        | Nhật Bản    | Kyocera Dome                     | 80.000         |
| 3 tháng 3 năm 2018   | Singapore    | Singapore   | Sân vận động trong nhà Singapore | 8.000          |
| 16 tháng 3 năm 2018  | Bangkok      | Thái Lan    | Impact Arena                     | 33.000         |
| 17 tháng 3 năm 2018  | Bangkok      | Thái Lan    | Impact Arena                     | 33.000         |
| 18 tháng 3 năm 2018  | Bangkok      | Thái Lan    | Impact Arena                     | 33.000         |
| 28 tháng 4 năm 2018  | Manila       | Philippines | SM Mall of Asia Arena            | 10.000         |
| 2 tháng 6 năm 2018   | Hồng Kông    | Hồng Kông   | AsiaWorld–Expo                   | 20.000         |
| 3 tháng 6 năm 2018   | Hồng Kông    | Hồng Kông   | AsiaWorld–Expo                   | 20.000         |
| 7 tháng 7 năm 2018   | Kuala Lumpur | Malaysia    | Axiata Arena                     | 10.000         |
| 13 tháng 7 năm 2018  | Seoul        | Hàn Quốc    | Gocheok Sky Dome                 | 66.000         |
| 14 tháng 7 năm 2018  | Seoul        | Hàn Quốc    | Gocheok Sky Dome                 | 66.000         |
| 15 tháng 7 năm 2018  | Seoul        | Hàn Quốc    | Gocheok Sky Dome                 | 66.000         |
| 10 tháng 8 năm 2018  | Ma Cao       | Ma Cao      | Cotai Arena                      | 20.000         |
| 11 tháng 8 năm 2018  | Ma Cao       | Ma Cao      | Cotai Arena                      | 20.000         |
| Tổng cộng            | Tổng cộng    | Tổng cộng   | Tổng cộng                        | 425,000        |